# همسایه خوب، سم
همسایه خوب، سم (انگلیسی: Good Neighbor Sam) فیلمی در ژانر کمدی به کارگردانی دیوید سوئیفت است که در سال ۱۹۶۴ منتشر شد.

## بازیگران
- جک لمون
- رومی اشنایدر
- دوروثی پروواین
- مایک کانرز
- ادوارد جی. رابینسون
- چارلز لین
- آن سیمور
- جویس جیمسون
- پیتر هابس
- نیل همیلتون
- ادوارد اندروز
- ریچارد هیل
- ویلیام فارست